# Herzog & de Meuron

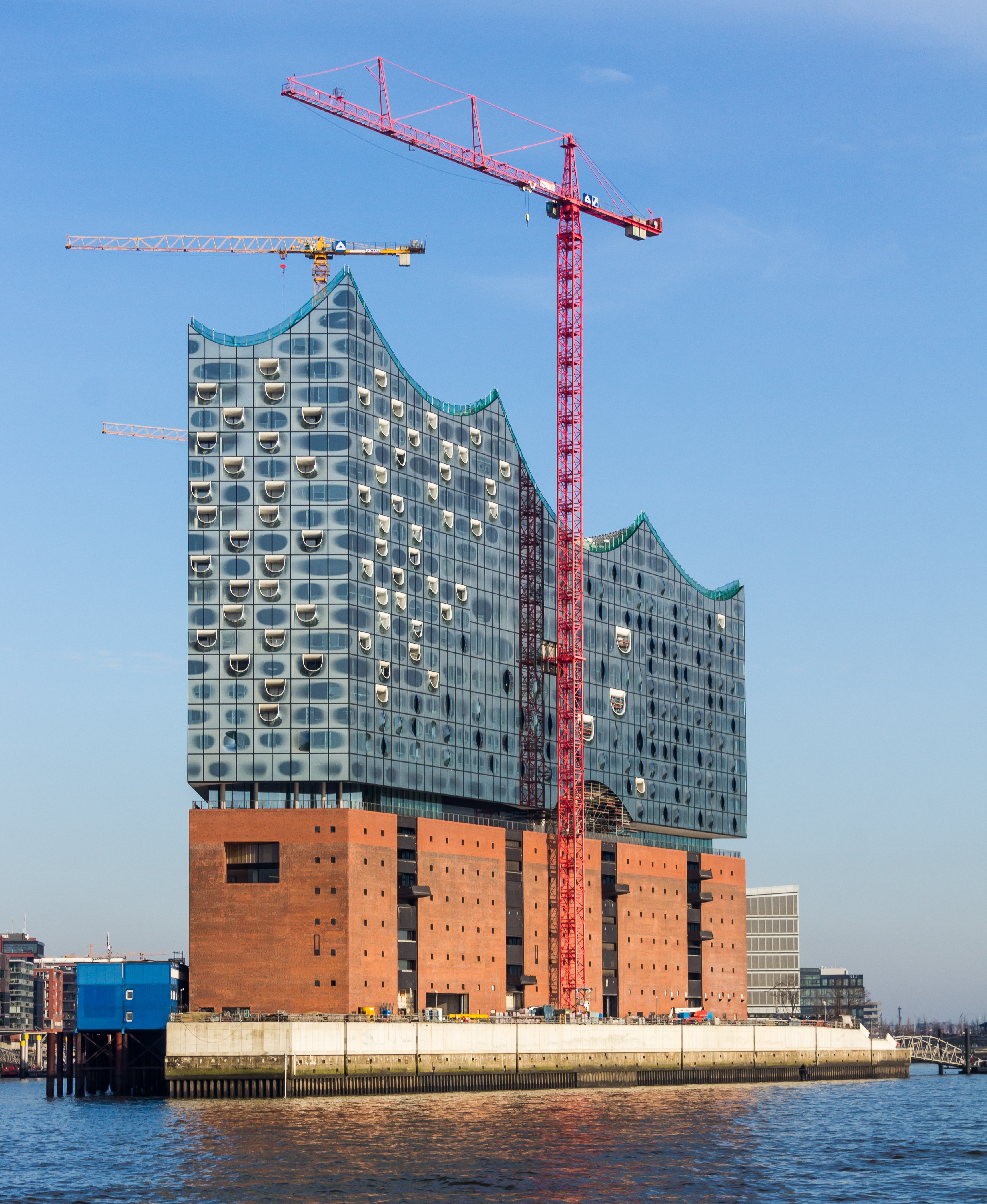
Elbphilharmonie, HafenCity Hamburg (2007-2016)

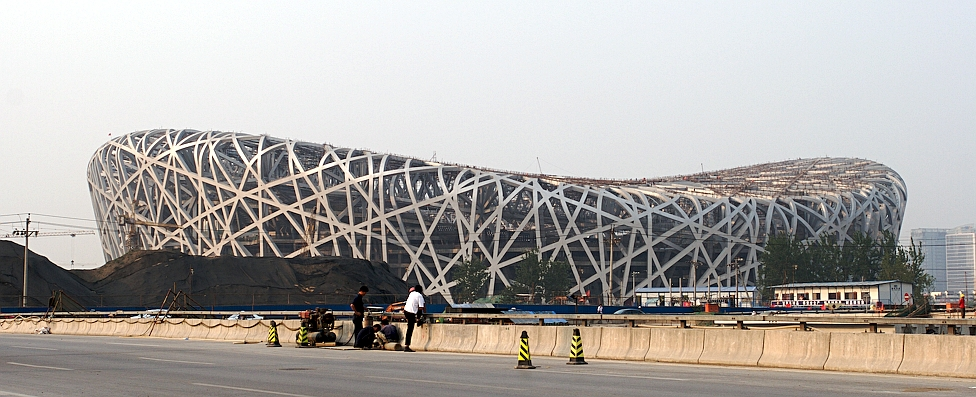
Estadio Nacional de Pekín.

Herzog & de Meuron es un estudio suizo de arquitectura integrado por Jacques Herzog y Pierre de Meuron. La sede principal se encuentra en Basilea, con oficinas satélites en Madrid, Pekín, Londres y Nueva York.

## El estudio
Tras acabar el diploma en la Escuela Politécnica Federal de Zúrich (ETH) en 1975, Jacques Herzog y Pierre de Meuron fundaron su estudio de arquitectura en Rheinschanze 6, Basilea, en el mismo lugar que ocupa hoy en día. Desde entonces el estudio ha crecido mucho, y de manera exponencial en los últimos años, contando hoy en día con unos 200 empleados. Como socios en el estudio se han ido añadiendo Christine Binswanger (* 1964), Ascan Mergenthaler (* 1969), Stefan Marbach (* 1970), Michael Fischer (* 1969), Jason Frantzen (* 1977), Andreas Fries (* 1976), Robert Hösl (* 1965), Wim Walschap (* 1969) y Esther Zumsteg (* 1964). Tanto Herzog como de Meuron son profesores en la ETH de Zúrich y en la Universidad de Harvard.
El estudio alberga hoy en día arquitectos de todo el mundo que, bajo la dirección de los partners y asociados, diseñan proyectos de todo tipo: residencial, deportivo, cultural.

## Introducción
Herzog & de Meuron se dieron a conocer internacionalmente a través de las bodegas Dominus, California; el centro Polideportivo de Pfaffenholz en Basilea y con la que ha sido una de sus obras más emblemáticas y conocidas para el público en general, la Tate Modern en Londres. Para renovar la antigua central eléctrica de Bankside, obra del arquitecto Sir Gilles Scott en los años 30, se celebró un concurso internacional del que resultaron ganadores los arquitectos suizos. La TATE Modern en Bankside se abrió al público en 2000, resultando tanto un éxito de afluencia como un nuevo icono para la City. Ellos son también los responsables de la futura ampliación de la Tate que se llevará a cabo detrás del actual edificio.
La arquitectura deportiva ocupa en los últimos años un lugar destacado en el estudio, el cual ha proyectado y ejecutado los estadios de St. Jakob en Basilea, Allianz Arena en Múnich y el Estadio Nacional de Pekín de los Juegos Olímpicos de 2008.
En el marco del proyecto urbanístico conocido como HafenCity, el Gobierno de Hamburgo aprobó la construcción de la Filarmónica del Elba diseñada por Herzog & de Meuron. Sobre un antiguo depósito del puerto de Hamburgo se levanta una enorme vela de vidrio que alberga una gran sala de conciertos, oficinas y un hotel, mientras el antiguo depósito queda destinado a aparcamiento. El concierto inaugural se celebró en enero de 2017.

## Premios y galardones
En 1996 la ciudad de Fráncfort del Meno les concedió el Premio Max Beckmann. En 1999 obtuvieron el Premio Schock, otorgado por un comité de la Real Academia Sueca de Artes. En el año 2001 recibieron Jacques Herzog y Pierre De Meuron el premio Pritzker, el más prestigioso galardón en el mundo de la arquitectura. El jurado alabó la pasión y la constante innovación con que ambos emplean materiales y soluciones arquitectónicas, así como la colaboración con artistas y el interés por integrar arte y arquitectura. En 2006 les fue concedida la Medalla de Oro de la RIBA (Royal Institute of British Architects).

## Proyectos seleccionados
- M+, Hong Kong, 2021

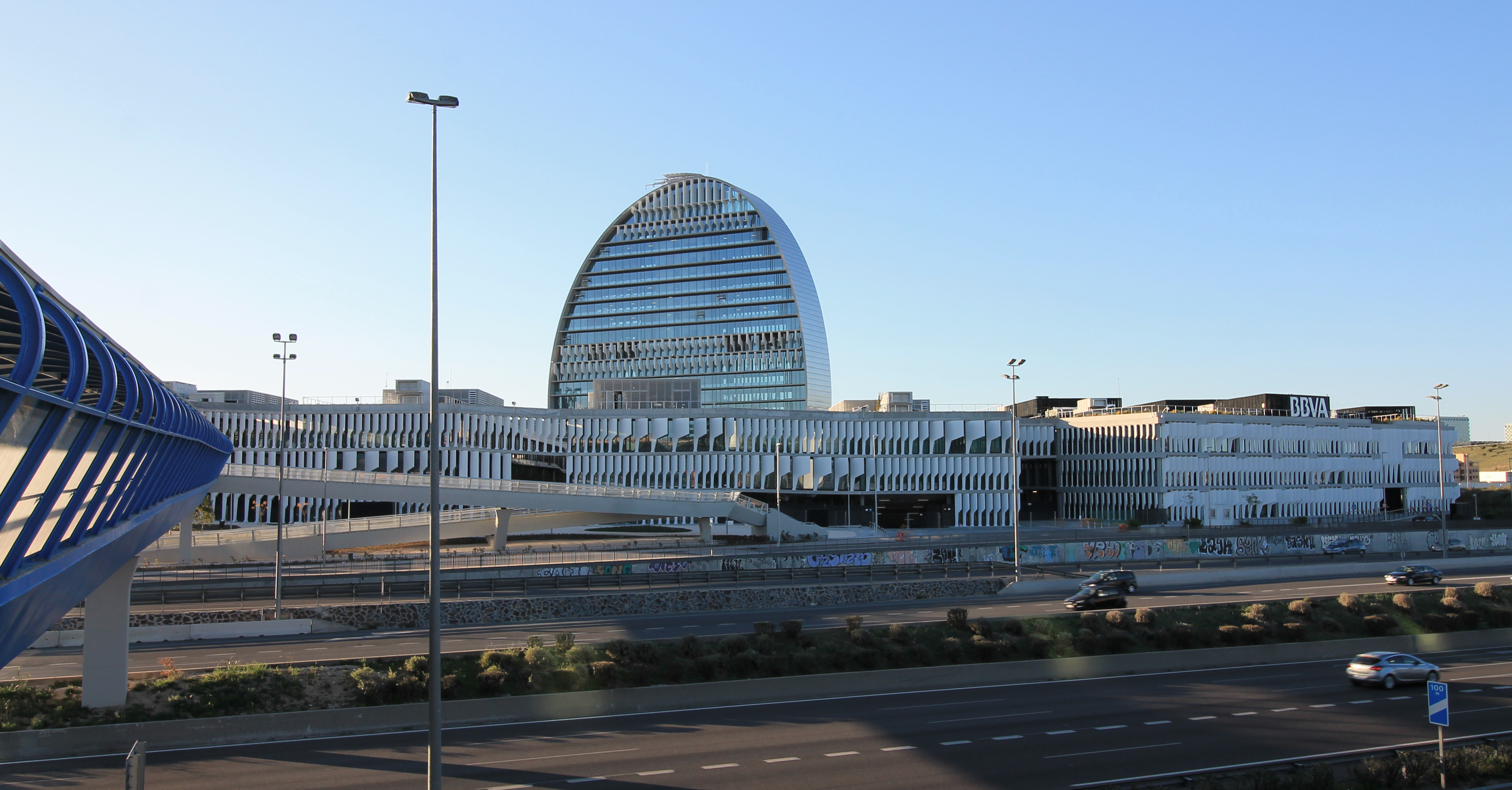
Sede del BBVA en Las Tablas, Madrid.

- El Punto, Mega Centro Comunitario-Religioso, Ciudad Juárez, México, 2013-

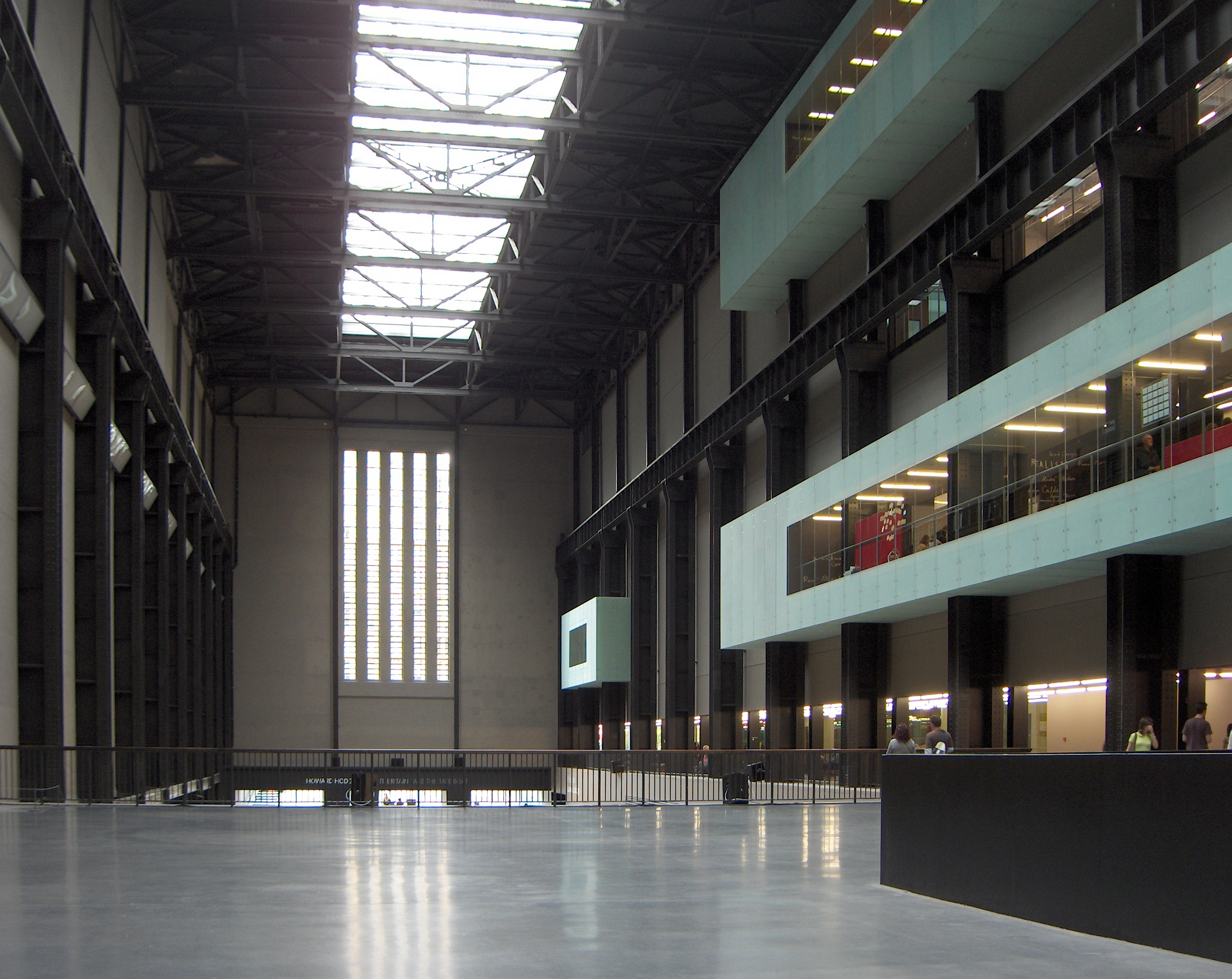
La Sala de las Turbinas de la Tate Modern, galería de arte contemporáneo de Londres.

- Bulevar del Ferrocarril, Masterplan Bulevar Ferroviario de Burgos, Burgos, 2008–2011
- Plaza de España, Santa Cruz de Tenerife, Tenerife, 2006-2007
- Tenerife Espacio de las Artes, Santa Cruz de Tenerife, Tenerife, 2007
- Pérez Art Museum Miami, Miami, Florida, 2006-2010
- Roche Bau 1, Basilea, 2006-2011
- Parrish Art Museum, Water Mill, Long Island, Nueva York, 2006-2009
- Messe Projekt 2012, Basilea, 2006-2012[6]
- Ampliación de la Tate Modern, Londres, 2005–2011[7]
- Astoria Hotel, Lucerna, 2005
- Esturkian paradise, Austria. 2003
- St. Jakob-Park, Ampliación para la Eurocopa 2008, Basilea, 2004–2008
- Elbphilharmonie, HafenCity, Hamburgo, 2003–2008[8]
- Estadio Nacional de Pekín para los Juegos Olímpicos de 2008, Pekín, 2003–2007.
- Nuevo Distrito de Jindong, Jinhua, China, 2003–2004
- Torre de Schatzalp, Davos, 2003
- CaixaForum Madrid, 2001–2005
- Allianz Arena, Múnich-Fröttmaning; 2002–2005
- Prada Flagship store, Aoyama Epicenter, Tokio, 2001–2003
- Ampliación de la Aargauer Kunsthaus, Aarau, 2001–2003
- Fórum Universal de las Culturas 2004, Barcelona, 2000–2004
- Edificio de oficinas Elsässertor, Basilea, 2000–2004
- de Young Museum, Golden Gate Park, San Francisco, 1999–2005
- Walker Art Center, Mineápolis, 1999–2005
- Centro de comunicación, información y multimedia IKMZ en la BTU-Cottbus, Cottbus, 1998–2004
- Labán Centro de Danza, Deptford Creek, Londres, 2003
- Schaulager, Münchenstein (Basilea), 2003
- Museum Küppersmühle – Colección Grothe, Duisburgo, 2000
- St.-Jakob-Stadion, Basilea, 2001
- Kunsthalle en Fünf Höfen, Múnich, 2000–2001
- Edificio principal Ricola AG, Laufen BL, 2000
- Casa y colección multimedia Kramlich, Oakville, 1999–2003
- Casa Rudin, Leymen, 1997–1998
- Edificio de oficinas Herrnstraße, Múnich, 1996–2000
- Museo para la colección Grothe, Bonn; 1996
- Teatro y Centro cultural, Zúrich; 1996
- Ampliación de la Tate Gallery, Londres; 1995–1999
- Bodegas Dominus en Napa Valley, Yountville; 1995–1997
- Studio Rémy Zaugg, Mülhausen (Mulhouse); 1995–1997
- Casa Lüscher-Rasi, Arlesheim; 1995
- Casa de la Familia L., Suiza; 1995
- Farmacia del Hospital Cantonal, Basilea; 1995–1997
- Edificio de Viviendas en la Rue des Suisses, París; 1995–1996
- Casa Fröhlich, Stuttgart; 1995 no construida
- Zentrales Stellwerk, Basilea; 1994–1998
- Hypo-Bank Junghofstraße, Edificio de oficinas, Fráncfort del Meno; 1994–1995
- Proyecto para un banco en una ciudad de tamaño medio (Olivetti Project); 1994
- Centro de Investigación para Roche, Basilea; 1994–1997
- Karikatur und Cartoon Museum Basel; 1994–1996
- Rehabilitación urbanística de Neustädter Feld, Magdeburgo; 1994
- Fábrica para Ricola Europe SA, Brunstatt (Brunnstatt); 1993–1994
- Biblioteca de la Technischen Universität Cottbus, Cottbus; 1993–2005
- Biblioteca de la Fachhochschule Eberswalde, Eberswalde; 1993–1996
- Casa Koechlin, Riehen; 1993–1994
- Stellwerk 4 Auf dem Wolf, Basilea; 1992–1995
- Laboratorio para Novartis, Basilea; 1992–1993
- Edificio para el museo del siglo XX, Múnich; 1992
- Ampliación del Rjiksmuseum Kröller-Müller, Otterlo; 1992
- Edificio de viviendas en la Schützenmattstraße, Basilea; 1992–1993
- Biblioteca, París; 1992
- Edificio comercial Elsäßertor, Basilea; 1990–1995
- Residencia de estudiantes Antipodes I, Dijon; 1990–1992
- Colección Goetz, Múnich; 1989–1992
- Centro Polideportivo Pfaffenholz, Saint-Louis; 1989–1993
- Depósito de Locomotoras Auf dem Wolf, Basilea; 1988–1996
- Rehabilitación y ampliación de la SUVA-Haus, Basel; 1988–1993
- Almacén para Ricola AG, Laufen; 1986–1991
- Área residencial Pilotengasse, Viena-Aspern; 1986–1991
- Edificio de viviendas Schwitter, Basilea; 1985–1988
- Casa para un coleccionista de arte, Therwil; 1985–1986
- Viviendas en un patio, Hebelstraße, Basilea; 1984–1988
- Sperrholz-Haus, Bottmingen; 1984–1985
- Casa para un veterinario, Dagmersellen; 1983–1984
- Steinhaus (Casa de Piedra), Tavole; 1982–1988
- Espacio expositivo Klingental, Basilea; 1981
- Photostudio Frei, Weil del Rin; 1981–1982
- Blaues Haus (Casa Azul), Oberwil; 1979–1980
- Sede de Actelion, Allschwill, Suiza 2005-2010

## Otros
En abril de 2006 realizaron la Puesta en Escena para la nueva versión de la Ópera Tristán e Isolda en la Staatsoper Unter den Linden en Berlín.

## Literatura (extracto)
- Herzog & de Meuron: Das Gesamtwerk, in vier Bänden (bisher drei erschienen), Birkhäuser Verlag

Band 1: ISBN 978-3-7643-5616-3
Band 2: ISBN 978-3-7643-7365-8
Band 3: ISBN 978-3-7643-7112-8
- Herzog & de Meuron: Naturgeschichte, 2005 ISBN 978-3-03778-050-3
- Herzog & de Meuron: Die Schweiz. Ein städtebauliches Porträt, 3 Bde., 2006 ISBN 978-3-7643-7282-8